# Flemming Grut
Flemming Harald Grut (28. september 1911 i København – 27. juli 1987 i København) var en dansk arkitekt, der sammen med Tyge Holm grundlagde tegnestuen Holm & Grut.
Grut var søn af premierløjtnant i flåden, senere kommandør, kammerherre Harald de Jonquières Grut og maleren Harriet Bøttern. Han blev student 1929 og studerede ved Kunstakademiets Arkitektskole 1931-38. Undervejs var han ansat hos Thomas Havning, Bent Helweg-Møller og Palle Suenson 1933-40. Han vandt den lille guldmedalje 1941 (et Forenings- og Forsamlingshus i København).
Grut havde tegnestue med Tyge Holm fra 1939 (firma fra 1941). Desuden var han lærer ved Kunstakademiets Arkitektskole 1942-51, medlem af Akademisk Arkitektforenings bestyrelse 1943-49, formand for Danske Arkitekters Landsforbund 1954-60, med i Træprisens bedømmelseskomité 1958 og medlem af styrelsen for Statens Kunstfond 1958- 64. 1950-70 var han også medlem af Københavns Borgerrepræsentation for Det Konservative Folkeparti samt medlem af Boligkommissionen i København 1950, medlem af bestyrelsen for Samfundet og Hjemmet for Vanføre, for Lægeforeningens Boliger og for Foreningen for Alderdomsfriboliger.
Han modtog Akademiets stipendium 1941, Eckersberg Medaillen 1946, var Honorary Fellow of The American Institute of Architects 1958, fik Gentofte Kommunes diplom 1959, blev æresmedlem af Akademisk Arkitektforening 1960, fik Lyngby-Taarbæk Kommunes diplom 1969 samt Københavns Kommunes diplom og præmiering 1978.
Grut giftede sig 1. november 1941 i København med Erni Skovgaard-Petersen (15. juli 1913 i Rungsted – 12. maj 1976 i København), datter af grosserer Olaf Skovgaard-Petersen og Karen Marie Julie (Kamma) Carl. Han er begravet på Hørsholm Kirkegård.

## Værker
Sammen med Tyge Holm, se Holm & Grut